# Myrtletown (Californie)
Myrtletown est une census-designated place du comté de Humboldt, dans l'État de Californie, aux États-Unis,. En 2020, elle compte une population de 4 882 habitants.